# Mô hình hóa 3D
Trong đồ họa máy tính 3D, mô hình hóa 3D là quá trình phát triển biểu diễn toán học của bất kỳ bề mặt nào của vật thể (vô tri hoặc sống) theo ba chiều thông qua phần mềm chuyên dụng.  Sản phẩm được gọi là mô hình 3D.  Ai đó làm việc với các mô hình 3D có thể được gọi là một nghệ sĩ 3D.  Nó có thể được hiển thị dưới dạng hình ảnh hai chiều thông qua quá trình gọi là kết xuất 3D hoặc được sử dụng trong máy tính mô phỏng các hiện tượng vật lý.  Mô hình cũng có thể được tạo ra bằng cách sử dụng các thiết bị in 3D.
Mô hình có thể được tạo tự động hoặc thủ công.  Quá trình mô hình hóa thủ công chuẩn bị dữ liệu hình học cho đồ họa máy tính 3D tương tự như nghệ thuật tạo hình như điêu khắc.
Phần mềm mô hình 3D là một lớp phần mềm đồ họa máy tính 3D được sử dụng để sản xuất mô hình 3D.  Các chương trình riêng lẻ của lớp này được gọi là ứng dụng mô hình hóa hoặc mô hình hóa.

## Mô hình

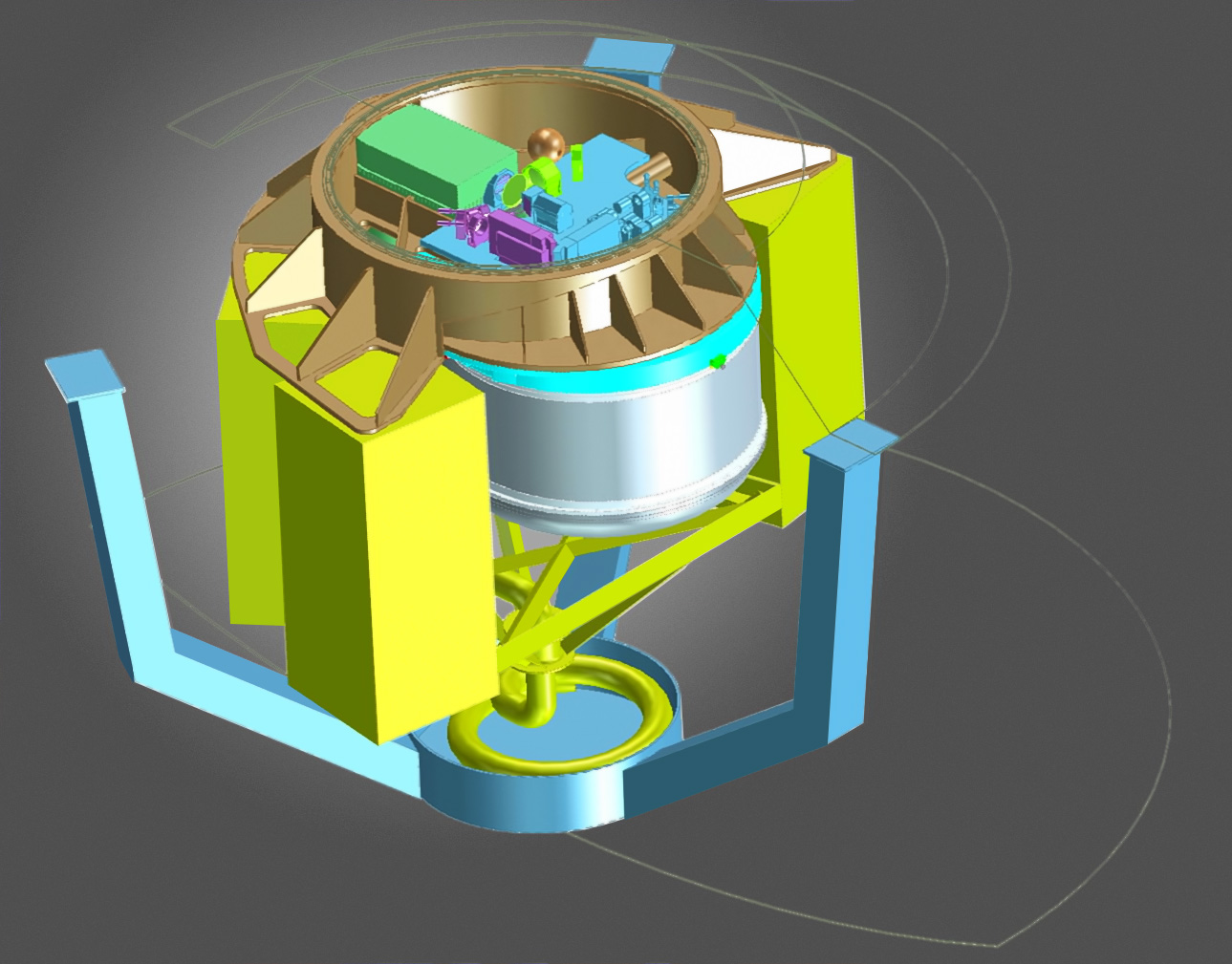
Mô hình ba chiều của máy quang phổ

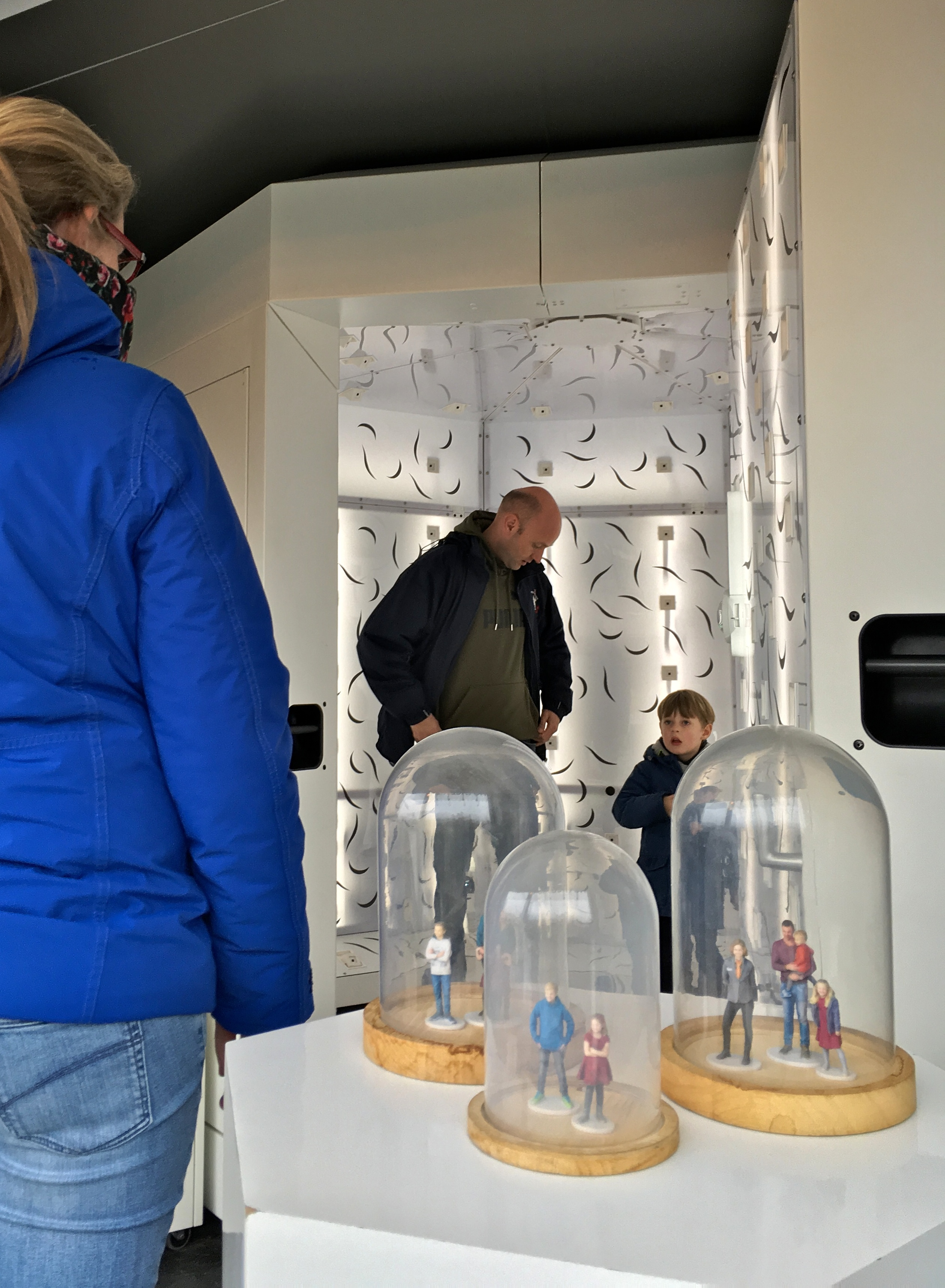
Mô hình selfie 3D được tạo từ các hình ảnh 2D được chụp tại gian hàng ảnh 3D Fantasitron tại Madurodam

Các mô hình ba chiều (3D) thể hiện một cơ thể vật lý bằng cách sử dụng tập hợp các điểm trong không gian 3D, được kết nối bởi các thực thể hình học khác nhau như hình tam giác, đường thẳng, bề mặt cong, v.v.  Là tập hợp dữ liệu (điểm và thông tin khác), mô hình 3D có thể được tạo bằng tay, bằng thuật toán (mô hình hóa thủ tục) hoặc quét.  Bề mặt của chúng có thể được xác định thêm với ánh xạ kết cấu.
Mô hình 3D được sử dụng rộng rãi ở mọi nơi trong   Đồ họa 3D   và   CAD.  Việc sử dụng chúng có trước việc sử dụng rộng rãi đồ họa 3D trên   máy tính cá nhân.  Nhiều   trò chơi máy tính   đã sử dụng hình ảnh được kết xuất sẵn của các mô hình 3D như   họa tiết   trước khi máy tính có thể kết xuất chúng trong thời gian thực.  Sau đó, người thiết kế có thể nhìn thấy mô hình theo nhiều hướng và góc nhìn khác nhau, điều này có thể giúp người thiết kế xem liệu đối tượng được tạo ra như dự định so với tầm nhìn ban đầu của họ.  Xem thiết kế theo cách này có thể giúp nhà thiết kế / công ty tìm ra những thay đổi hoặc cải tiến cần thiết cho sản phẩm.
Ngày nay, các mô hình 3D được sử dụng trong nhiều lĩnh vực.  Ngành y tế sử dụng các mô hình chi tiết của các cơ quan; chúng có thể được tạo bằng nhiều lát ảnh 2 chiều từ quét MRI hoặc CT.  Ngành công nghiệp điện ảnh sử dụng chúng làm nhân vật và đối tượng cho các hình ảnh chuyển động sống động và chân thực.  Ngành công nghiệp trò chơi video sử dụng chúng làm tài sản cho máy tính và trò chơi video.  Ngành khoa học sử dụng chúng như các mô hình chi tiết cao của các hợp chất hóa học.  Ngành kiến trúc sử dụng chúng để trình diễn các tòa nhà và cảnh quan được đề xuất thay cho các mô hình kiến trúc vật lý truyền thống.  Cộng đồng kỹ thuật sử dụng chúng như thiết kế của các thiết bị, phương tiện và cấu trúc mới cũng như một loạt các ứng dụng khác.  Trong những thập kỷ gần đây, cộng đồng khoa học trái đất đã bắt đầu xây dựng các mô hình địa chất 3D như một thông lệ tiêu chuẩn. Mô hình 3D cũng có thể là cơ sở cho các thiết bị vật lý được xây dựng bằng máy in 3D hoặc máy CNC.

### Đại diện

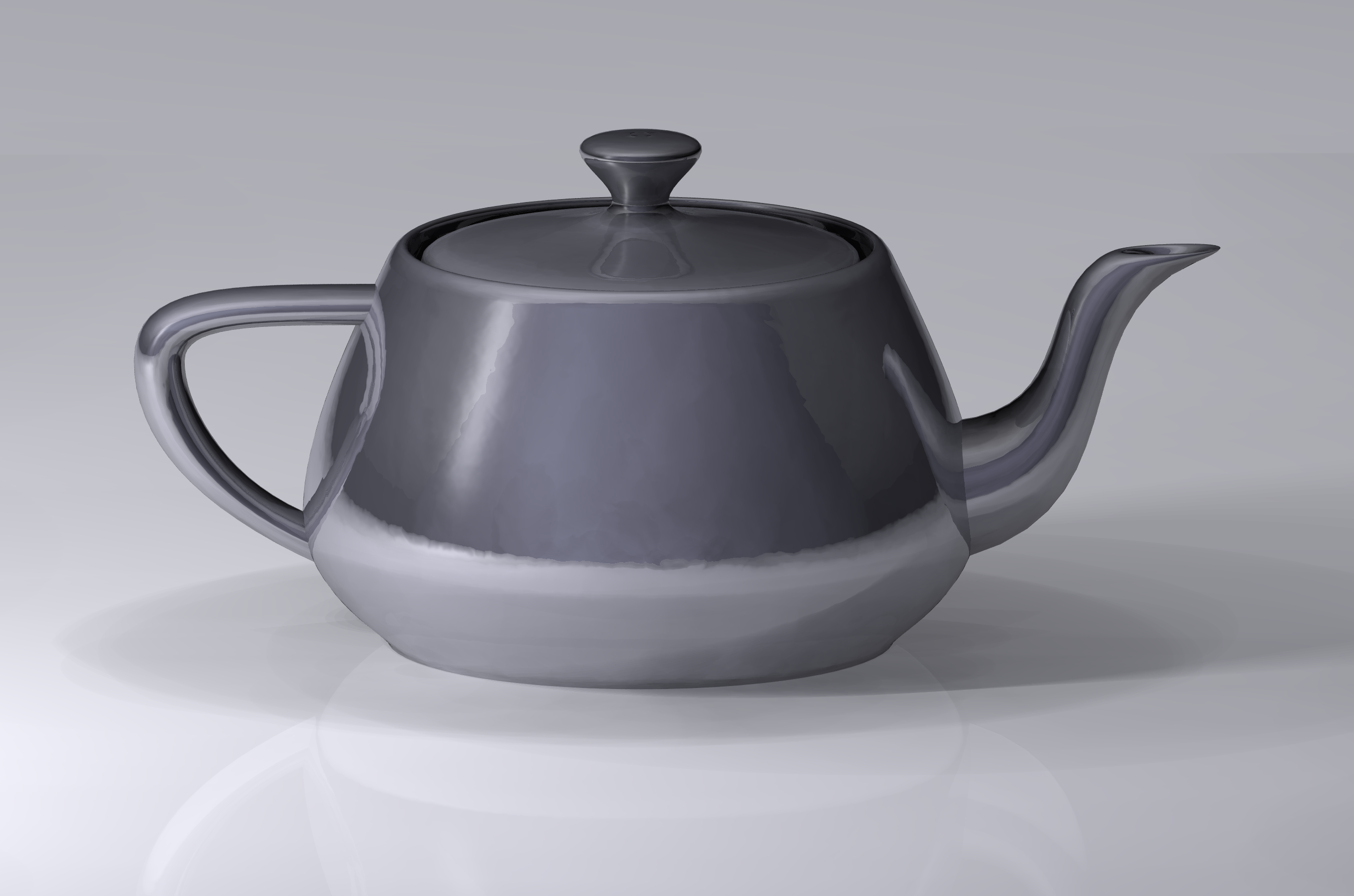
Một kết xuất hiện đại của mô hình ấm trà Utah mang tính biểu tượng được phát triển bởi Martin Newell (1975). Ấm trà Utah là một trong những mô hình phổ biến nhất được sử dụng trong giáo dục đồ họa 3D.

Hầu như tất cả các mô hình 3D có thể được chia thành hai loại.
- Khối rắn - Những mô hình này xác định âm lượng của đối tượng mà chúng đại diện (giống như một tảng đá).  Mô hình rắn chủ yếu được sử dụng cho mô phỏng kỹ thuật và y tế, và thường được xây dựng với hình học rắn xây dựng
- Vỏ/ ranh giới - những mô hình này đại diện cho bề mặt, ví dụ như ranh giới của đối tượng, không phải khối lượng của nó (giống như vỏ trứng mỏng vô cùng).  Hầu như tất cả các mô hình hình ảnh được sử dụng trong các trò chơi và phim ảnh đều là mô hình vỏ.

Mô hình rắn và vỏ có thể tạo ra các đối tượng giống hệt nhau về chức năng.  Sự khác biệt giữa chúng chủ yếu là các biến thể trong cách chúng được tạo và chỉnh sửa và các quy ước sử dụng trong các lĩnh vực khác nhau và sự khác biệt về các loại xấp xỉ giữa mô hình và thực tế.
Các mô hình vỏ phải được đa tạp (không có lỗ hoặc vết nứt trên vỏ) để có ý nghĩa như một vật thể thực sự.  Các lưới đa giác (và ở mức độ thấp hơn các bề mặt phân chia) cho đến nay là đại diện phổ biến nhất.  Tập cấp độ là một đại diện hữu ích cho các bề mặt biến dạng trải qua nhiều thay đổi tôpô như chất lưu.
Quá trình biến đổi các biểu diễn của các đối tượng, chẳng hạn như tọa độ điểm giữa của một hình cầu và một điểm trên chu vi của nó thành một biểu diễn đa giác của một hình cầu, được gọi là tessname.  Bước này được sử dụng trong kết xuất dựa trên đa giác, trong đó các đối tượng được chia nhỏ từ các biểu diễn trừu tượng (" nguyên thủy ") như hình cầu, hình nón, v.v., đến cái gọi là lưới, là lưới của các hình tam giác được liên kết với nhau.  Các lưới của các hình tam giác (thay vì ví dụ như hình vuông) rất phổ biến vì chúng đã được chứng minh là dễ rasterise (bề mặt được mô tả bởi mỗi hình tam giác là mặt phẳng, vì vậy hình chiếu luôn luôn lồi);.  Biểu diễn đa giác không được sử dụng trong tất cả các kỹ thuật kết xuất và trong các trường hợp này, bước tessname không được bao gồm trong quá trình chuyển từ biểu diễn trừu tượng sang cảnh hiển thị.

## Quy trình mô hình hóa
Có ba cách phổ biến để thể hiện một mô hình:
- Mô hình hóa đa giác - Các điểm trong không gian 3D, được gọi là các đỉnh, được kết nối bởi các đoạn đường để tạo thành một lưới đa giác.  Phần lớn các mô hình 3D ngày nay được xây dựng dưới dạng mô hình đa giác có kết cấu, bởi vì chúng linh hoạt và vì máy tính có thể hiển thị chúng rất nhanh.  Tuy nhiên, đa giác là mặt phẳng và chỉ có thể xấp xỉ các bề mặt cong bằng nhiều đa giác.
- Mô hình đường cong - Bề mặt được xác định bởi các đường cong, bị ảnh hưởng bởi các điểm kiểm soát có trọng số.  Đường cong theo sau (nhưng không nhất thiết phải nội suy) các điểm.  Tăng trọng lượng cho một điểm sẽ kéo đường cong lại gần điểm đó.  Các loại đường cong bao gồm B-spline hợp lý không đồng nhất (NURBS), spline, miếng vá và nguyên thủy hình học
- Điêu khắc kỹ thuật số - Vẫn là một phương pháp mô hình khá mới, điêu khắc 3D đã trở nên rất phổ biến trong vài năm qua. [cần dẫn nguồn]   Hiện tại có ba loại điêu khắc kỹ thuật số: Dịch chuyển, được sử dụng rộng rãi nhất trong số các ứng dụng tại thời điểm này, sử dụng mô hình dày đặc (thường được tạo bởi các bề mặt phân chia của lưới điều khiển đa giác) và lưu trữ vị trí mới cho đỉnh vị trí thông qua việc sử dụng bản đồ hình ảnh lưu trữ các vị trí được điều chỉnh.  Thể tích, dựa trên voxels lỏng lẻo, có khả năng tương tự như sự dịch chuyển nhưng không bị kéo dài đa giác khi không có đủ đa giác trong một vùng để đạt được biến dạng.  Tính năng động tương tự như voxel nhưng phân chia bề mặt bằng cách sử dụng tam giác để duy trì bề mặt mịn và cho phép các chi tiết mịn hơn.  Các phương pháp này cho phép khám phá rất nghệ thuật vì mô hình sẽ có một cấu trúc liên kết mới được tạo ra trên nó một khi mô hình hình thành và có thể các chi tiết đã được điêu khắc.  Lưới mới thường sẽ có thông tin lưới có độ phân giải cao ban đầu được truyền vào dữ liệu dịch chuyển hoặc dữ liệu bản đồ thông thường nếu dành cho công cụ trò chơi.

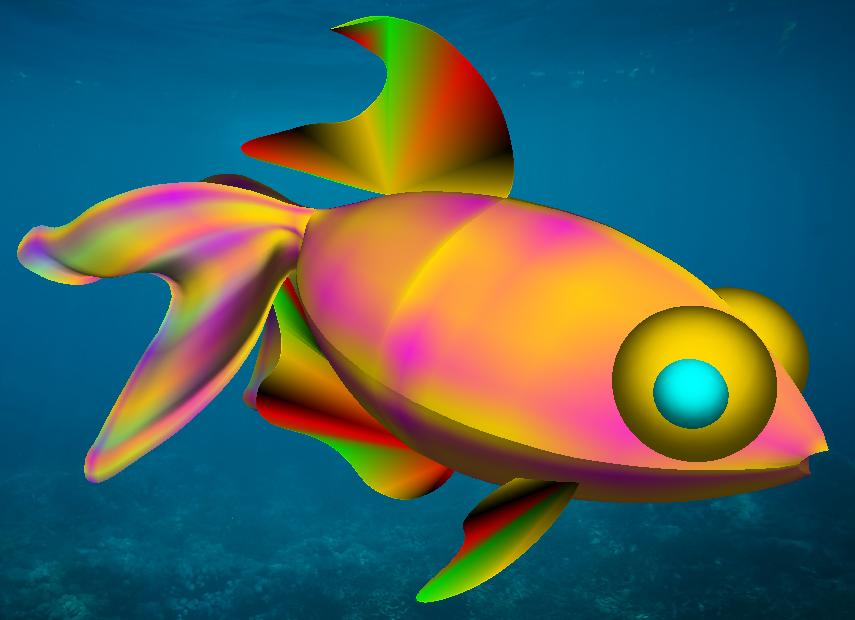
Một con cá tưởng tượng 3D bao gồm các bề mặt hữu cơ được tạo ra bằng LAI4D.

Giai đoạn mô hình hóa bao gồm tạo hình các đối tượng riêng lẻ mà sau này được sử dụng trong cảnh.  Có một số kỹ thuật mô hình hóa, bao gồm:
- Xây dựng hình học rắn
- Bề mặt tiềm ẩn
- Bề mặt phân khu

Mô hình có thể được thực hiện bằng phương tiện của một chương trình chuyên dụng (ví dụ, Cinema 4D, Maya, 3ds Max, Blender, LightWave, Modo) hoặc một thành phần ứng dụng (Shaper, Lofter trong 3ds Max) hoặc một số ngôn ngữ mô tả cảnh (như trong POV-Ray).  Trong một số trường hợp, không có sự phân biệt nghiêm ngặt giữa các giai đoạn này; trong những trường hợp như vậy, mô hình hóa chỉ là một phần của quá trình tạo cảnh (ví dụ, đây là trường hợp với Caligari trueSpace và Realsoft 3D).
Các vật liệu phức tạp như thổi cát, mây và phun chất lỏng được mô hình hóa bằng hệ thống hạt và là một khối tọa độ 3D có các điểm, đa giác, biểu tượng kết cấu hoặc họa tiết được gán cho chúng.

### Mẫu người
Ứng dụng thương mại đầu tiên có sẵn rộng rãi cho các mô hình ảo của con người xuất hiện vào năm 1998 trên trang web của Lands 'End.  Các mô hình ảo của con người được tạo bởi công ty My Virtual Mode Inc. và cho phép người dùng tạo một mô hình của chính họ và thử quần áo 3D.  Có một số chương trình hiện đại cho phép tạo ra các mô hình con người ảo (Poser là một ví dụ).

### Quần áo 3D

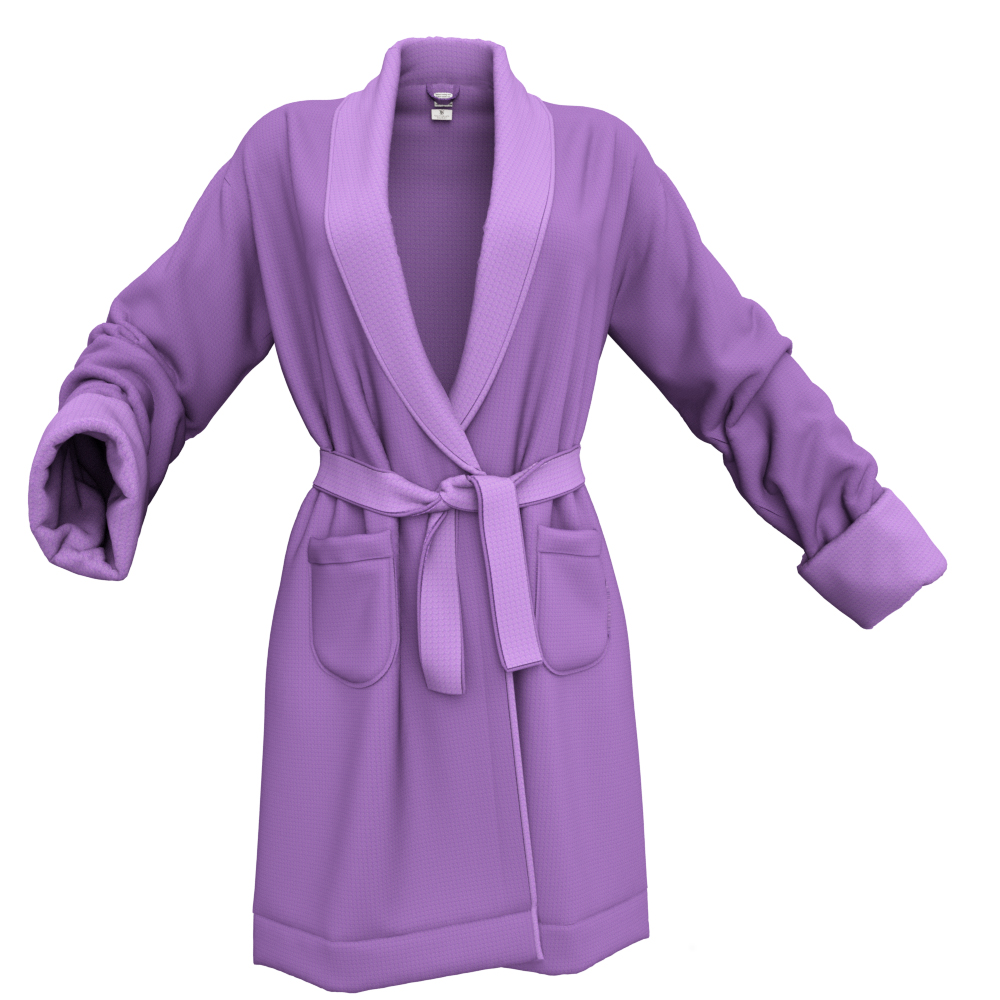
Mô hình quần áo 3D năng động được thực hiện trong Marvelous Designer

Sự phát triển của các phần mềm mô phỏng vải như Marvelous Designer, CLO3D và Optitex, đã cho phép các nghệ sĩ và nhà thiết kế thời trang mô hình hóa quần áo 3D năng động trên máy tính.  Quần áo 3D động được sử dụng cho các danh mục thời trang ảo, cũng như mặc quần áo nhân vật 3D cho các trò chơi video, phim hoạt hình 3D, để nhân đôi kỹ thuật số trong phim  cũng như làm quần áo cho avatar trong thế giới ảo như SecondLife.

## So với phương pháp 2D
Hiệu ứng quang học 3D thường đạt được mà không cần mô hình khung dây và đôi khi không thể phân biệt được ở dạng cuối cùng.  Một số phần mềm nghệ thuật đồ họa bao gồm các bộ lọc có thể được áp dụng cho đồ họa vector 2D hoặc đồ họa raster 2D trên các lớp trong suốt.
Ưu điểm của mô hình 3D khung dây so với các phương pháp 2D độc quyền bao gồm:
- Tính linh hoạt, khả năng thay đổi góc hoặc hình ảnh động với kết xuất nhanh hơn các thay đổi;
- Dễ dàng kết xuất, tính toán tự động và hiển thị các hiệu ứng quang học thay vì trực quan hóa hoặc ước tính;
- Quang học chính xác, ít có khả năng lỗi của con người trong việc đặt sai vị trí, làm quá mức hoặc quên bao gồm một hiệu ứng hình ảnh.

Nhược điểm so với kết xuất đồ quang học 2D có thể bao gồm đường cong học tập phần mềm và khó đạt được các hiệu ứng quang học nhất định.  Một số hiệu ứng quang học có thể đạt được với các bộ lọc kết xuất đặc biệt có trong phần mềm mô hình 3D.  Để tốt nhất cho cả hai thế giới, một số nghệ sĩ sử dụng kết hợp mô hình 3D, sau đó chỉnh sửa hình ảnh kết xuất bằng máy tính 2D từ mô hình 3D.

## Thị trường mô hình 3D
Một thị trường rộng lớn cho các mô hình 3D (cũng như nội dung liên quan đến 3D, chẳng hạn như kết cấu, tập lệnh, v.v.) vẫn tồn tại - cho các mô hình riêng lẻ hoặc các bộ sưu tập lớn.  Một số thị trường trực tuyến cho nội dung 3D cho phép các nghệ sĩ riêng lẻ bán nội dung mà họ đã tạo, bao gồm TurboSquid, CGStudio, CreativeMarket Sketchfab, CGTrader và Cults.  Thông thường, mục tiêu của các nghệ sĩ là lấy thêm giá trị từ tài sản mà họ đã tạo trước đây cho các dự án.  Bằng cách đó, các nghệ sĩ có thể kiếm được nhiều tiền hơn từ nội dung cũ của họ và các công ty có thể tiết kiệm tiền bằng cách mua các mô hình được tạo sẵn thay vì trả tiền cho một nhân viên để tạo ra từ đầu.  Những thị trường này thường phân chia việc bán hàng giữa họ và nghệ sĩ tạo ra tài sản, các nghệ sĩ nhận được 40% đến 95% doanh số theo thị trường.  Trong hầu hết các trường hợp, nghệ sĩ vẫn giữ quyền sở hữu mô hình 3d; khách hàng chỉ mua quyền sử dụng và trình bày mô hình.  Một số nghệ sĩ bán sản phẩm của họ trực tiếp trong các cửa hàng riêng của họ cung cấp sản phẩm của họ với giá thấp hơn bằng cách không sử dụng trung gian.
Trong vài năm qua, nhiều thị trường chuyên về các mô hình in 3D đã xuất hiện.  Một số thị trường in 3D là sự kết hợp của các trang web chia sẻ mô hình, có hoặc không có khả năng e-com tích hợp.  Một số những nền tảng cũng cung cấp dịch vụ in ấn 3D theo yêu cầu, phần mềm cho mô hình vẽ và xem năng động của các mặt hàng, vv tập tin in ấn các nền tảng chia sẻ 3D bao gồm Shapeways, Sketchfab, Pinshape, Thingiverse, TurboSquid, CGTrader, Threeding, MyMiniFactory, và GrabCAD.

## In 3d
In 3D là một dạng công nghệ sản xuất bồi đắp, trong đó một vật thể ba chiều được tạo ra bằng cách đặt xuống hoặc xây dựng từ các lớp vật liệu kế tiếp nhau.
In 3D là một cách tuyệt vời để tạo các đối tượng bởi vì bạn có thể tạo các đối tượng mà bạn không thể tạo ra nếu không có các khuôn đắt tiền phức tạp được tạo hoặc bằng cách tạo các đối tượng với nhiều phần.  Một phần được in 3D có thể được chỉnh sửa bằng cách chỉnh sửa mô hình 3D.  Điều đó tránh phải làm bất kỳ công cụ bổ sung nào có thể tiết kiệm thời gian và tiền bạc. In 3D là tuyệt vời để thử nghiệm một ý tưởng mà không phải trải qua quá trình sản xuất, điều này thật tuyệt vời để có được một hình thức vật lý của ý tưởng cá nhân / công ty 
Trong những năm gần đây, đã có sự gia tăng số lượng các công ty cung cấp các mô hình in 3D được cá nhân hóa của các đối tượng đã được quét, thiết kế bằng phần mềm CAD và sau đó được in theo yêu cầu của khách hàng.  Như đã đề cập trước đây, các mô hình 3D có thể được mua từ các chợ trực tuyến và được in bởi các cá nhân hoặc công ty sử dụng máy in 3D có bán trên thị trường, cho phép sản xuất tại nhà các vật thể như phụ tùng thay thế, mô hình toán học, và thậm chí cả thiết bị y tế.

## Công dụng

Các bước tái tạo khuôn mặt pháp y của một xác ướp được thực hiện trong Blender của nhà thiết kế 3D người Brazil Cícero Moraes.

Mô hình 3D được sử dụng trong các ngành công nghiệp khác nhau như phim ảnh, hoạt hình và chơi game, thiết kế nội thất và kiến trúc.  Chúng cũng được sử dụng trong ngành y tế cho các đại diện tương tác của giải phẫu.  Một số lượng lớn phần mềm 3D cũng được sử dụng để xây dựng biểu diễn kỹ thuật số cho các mô hình hoặc bộ phận cơ khí trước khi chúng thực sự được sản xuất.  Phần mềm liên quan đến CAD / CAM được sử dụng trong các lĩnh vực như vậy và với các phần mềm này, bạn không chỉ có thể xây dựng các bộ phận mà còn lắp ráp chúng và quan sát chức năng của chúng.
Mô hình 3D cũng được sử dụng trong lĩnh vực Thiết kế công nghiệp, trong đó các sản phẩm được mô hình 3D trước khi đại diện cho khách hàng.  Trong ngành Truyền thông và Sự kiện, mô hình 3D được sử dụng trong Thiết kế Giai đoạn / Thiết lập.
Các OWL 2 bản dịch của từ vựng của X3D có thể được sử dụng để cung cấp giới thiệu ngữ nghĩa cho các mô hình 3D, đó là thích hợp cho việc lập chỉ mục và tìm kiếm các mô hình 3D bằng các tính năng như hình học, kích thước, vật liệu, kết cấu, phản xạ khuếch tán, phổ truyền, tính minh bạch, độ phản chiếu, màu trắng đục, men, vecni và men (trái ngược với mô tả văn bản phi cấu trúc hoặc các bảo tàng và triển lãm ảo 2.5D bằng Google Street View trên Google Arts &amp; Culture, chẳng hạn).  Đại diện RDF của các mô hình 3D có thể được sử dụng trong lý luận, cho phép các ứng dụng 3D thông minh, ví dụ, có thể tự động so sánh hai mô hình 3D theo âm lượng.

## Thử nghiệm mô hình rắn 3D
Các mô hình 3D Solid có thể được kiểm tra theo nhiều cách khác nhau tùy thuộc vào những gì cần thiết bằng cách sử dụng mô phỏng, thiết kế cơ chế và phân tích.  Nếu một động cơ được thiết kế và lắp ráp chính xác (điều này có thể được thực hiện khác nhau tùy thuộc vào chương trình mô hình 3D nào đang được sử dụng), bằng cách sử dụng công cụ cơ chế, người dùng sẽ có thể biết liệu động cơ hoặc máy được lắp ráp chính xác bằng cách vận hành.  Thiết kế khác nhau sẽ cần phải được thử nghiệm theo những cách khác nhau.  Ví dụ; một máy bơm bể bơi sẽ cần một mô phỏng dòng nước chảy qua máy bơm để xem nước chảy qua máy bơm như thế nào.  Các thử nghiệm này xác minh xem một sản phẩm được phát triển chính xác hay nếu tôi cần sửa đổi để đáp ứng các yêu cầu của nó.